# Gary Clark (cestista)
Gary Clark Jr. (Smithfield, 16 novembre 1994) è un cestista statunitense.